# Чучер-Сандево
Чучер-Сандево (мкд. Чучер Сандево; раније само Чучер) је насеље у Северној Македонији, у северном делу државе. у истоименој општини.
Чучер-Сандево има велики значај за српску заједницу у Северној Македонији, пошто Срби чине већину у насељу.

## Географија
Чучер-Сандево је смештено у северном делу Северне Македоније. Од најближег града, Скопља, село је удаљено 14 km северно. Насеље је на једном брежуљку испод којег се простире равница звана "Поцелнице".
Село Чучер-Сандево се налази у историјској области Црногорје, у јужној подгорини Скопске Црне горе, на приближно 460 метара надморске висине. Северно од насеља издиже се планина, а јужно се пружа Скопско поље.
Месна клима је континентална.

## Срби у Чучеру
Код овог места је северно, близу манастир Св. Никите, задужбина српског краља Милутина. Даровао га је Милутин 1308. године хиландарском пиргу Хрусији. По другом извору, манастир Св. Никите у Чучеру је постојао и пре, у време кад и Св. Пантелејмон у Нерезима, тј. 1164. године. Један од могућих ктитора Св. Никите је српски Архиепископ Данило 1308-1311. године.
Црква Св. Тројице у Чучеру је обновљена 1838. године. По извештају црквеном 1898. године у Чучеру има 70 српских кућа, и црква Св. Тројице. Парох при тој цркви био је 1899. године поп Душкићевић, а црквени тутор Спасоје Стевановић. Тада је на Савиндан кум школске славе био бакалин Јован Челикић.
У Чучеру је постојала српска школа између 1866-1874. године. Ацо Поповић је био учитељ 1874. године, и јавља се као претплатник речника објављеног 1875. године у Београду. После српско-турског рата она престаје са радом. Од 1889. године ту се отворила бугарска школа, али после две године - 1891. "сељани избаце бугарске књиге", и од тада се опет учи по српском. Први српски учитељи били су поп Аца Јовановић и Јаков Паламаровић. Паламаревић је 1866. године био учитељ у ствари, у школи при манастиру Св. Никита. Тој школи су припадала деца из села Чучера, Бањана и Горњана.
Чучерска школа је после прекида поново обновљена 1891. године.
Место је било подељено на три махале (улице): горњу (Качаниклијовска), средњу (Ливринска) и доњу (Кајовска). Становништво се у 19. веку бавило сточарством и дрводељством. Иако су били сиромашни "опет су врло гостољубиви и весели". Један дописник је приметио за њих 1900. године: "О великим празницима, дивно ли ти је Боже, погледати ову дивно искићену чучерску младеж, која се весели, пева и игра.
Локалитет "Маркова кула" се налазила између села Чучера и Никуштака. Поп Риста из Чучера је продавао сирће 1894. године; као додатни извор прихода била му је ситна трговина. Неша Душћићевић је прво био учитељ у Чучеру, а 1898. године је већ поп у месној парохији. Он је чинодејствовао о црквеној слави Св. Тројици, те године.
Ту је 1899. године српска народна четвороразредна школа са 24 ђака, и једним "старовременским" учитељем - Петром Спасићем. Те године је прослављен први српски просветитељ и учитељ Св. Сава. Службовао је у цркви посвећеној Св. Тројици (Духовима) и српској школи поп Анђелко Душкићевић. Школски домаћин (кум славе) био је бакалин Јован Челикић, а за идућу годину одређен - Спасоје Стевановић епитроп црквени. По резању славског колача светсавску беседу је изговорио учитељ Петар Спасић. У организацији школске прославе учествовао је и други учитељ Неша Ђорђевић.
Основна српска школа ради у Чучеру и 1911. године. Краљевина Србија је финансијски помагала српске школе у Македонији, и тако за Чучерску је давала 20 царских дуката, и све школске књиге бесплатно (од 1868). Године 1919. у Чучеру је био парох поп Поповић-Ацић Неша. Парох заједнички Св. Никитску парохију за три села: Чучер, Горњане и Бањане, 1925. године - поп Никодим Петковић рођ. 1886. године, а рукоположен 1919. године.
Године 1925. фебруара, отворена је нова школа у Чучеру код Скопља. Међуратни учитељи школи Св. Никите, одељење у Чучеру су били: Никодим Урдаревић (1929-1932), Надежда Поповић враћа девојачко презиме Зекмановић (1934-1938), Стефанија Драговић (1938).
Ту је 1945. године било 118 православних домова.

## Порекло становништва
Подаци датирају из 1971. г.
Данашње становништво Чучера и Сандева потиче од предака који су досељени. Две су главне компоненте досељеника: једна преклом из јужног дела Косова - околине Качаника и Витине: друга са масивима планине Црне Горе, из насеља која сада тамо не постоје. Углавном су сви досељеници са севера.
У Чучеру су:
- Кајевићи или Кајови (20 к., Св. Ђурђиц), право порекло им је из села Ђелекара у околини Витине. Њихов предак најпре се доселио у Горњане. па је одатле прешао у Чучер. У Чучеру остала су три његова сина, док се четврти преселио у суседно Бањани где је имао воденицу тамо имају 13 кућа.
- Ливринићи или Ливрини (20 к., Св. Петка), досељени око 1790. г. са места Св. Спаса. То место лежи на планини северно од Бањана код манастира Св. Илије. Знају ову генеалогију: Јован (жив 56 година) - Анђелко - Стевко - Перо - Миленко, доселио се Миленков отац. Раније презиме било им је Миленковићи. Предак Миленко имао је сина Златана и по њему једна родовска грана зове се Златановићи. У роду Ливринића постоји једна задруга од 42 члана (Зивчевићи) поделила се 1930. г.
- Путићи или Путови (4 к., Св. Ђурђиц), за њихово место порекла се не зна.
- Џепићи или Качаниклићи (4 к., Св. Јован), досељени су око 1810. г. из Ђурђев Дола у Качаничка Клисура. Знају следећу генеалогију: Живко (жив 34 година) - Перо - Крста - Митар - Анђелко, доселио се Анђелков отац.
- Ђуксановићи (13 к., Св. Ђурђиц), досељени су из насеља Јуричка река на планини близу села Блаца. Тамо је сада државна шума. Две њихове гране зову се Стамболиеви и Лулеви - Јанковићи или Јанкови (4 к., Св. Ђурђиц), огранци Ђуксановића.
- Челиковићи (4 к., Св. Никола), досељени су из Доњег Блаца у Качаничкој Клисури.
- Урдаревићи (8 к., Св. Никола), пореклом су из Штрпца у Сиринићкој Жупи. Кажу да тамо имају рођаке.

Род православних Цигана:
- Васићи (2 к). Досељени су 1960. г. Могиле у околини Витине.

## Становништво
Чучер-Сандево је према последњем попису из 2021. године имало 290 становника.
Претежна вероисповест месног становништва је православље.
| Национални састав према попису из 2021.‍ | Национални састав према попису из 2021.‍ | Национални састав према попису из 2021.‍ | Национални састав према попису из 2021.‍ | Национални састав према попису из 2021.‍ |
| --------------------------------------- | --------------------------------------- | --------------------------------------- | --------------------------------------- | --------------------------------------- |
|                                         |                                         |                                         |                                         |                                         |
| Срби                                    | Срби                                    |                                         | 134                                     | 46,2%                                   |
| Македонци                               | Македонци                               |                                         | 107                                     | 36,9%                                   |
| непописани                              | непописани                              |                                         | 41                                      | 14,1%                                   |

## Познате личности
- Стојко Кајевић, преживели путник са Титаника
- Александар Урдаревски, учесник Народноослободилачке борбе и народни херој Југославије